# Hermann Voss (Kunsthistoriker)

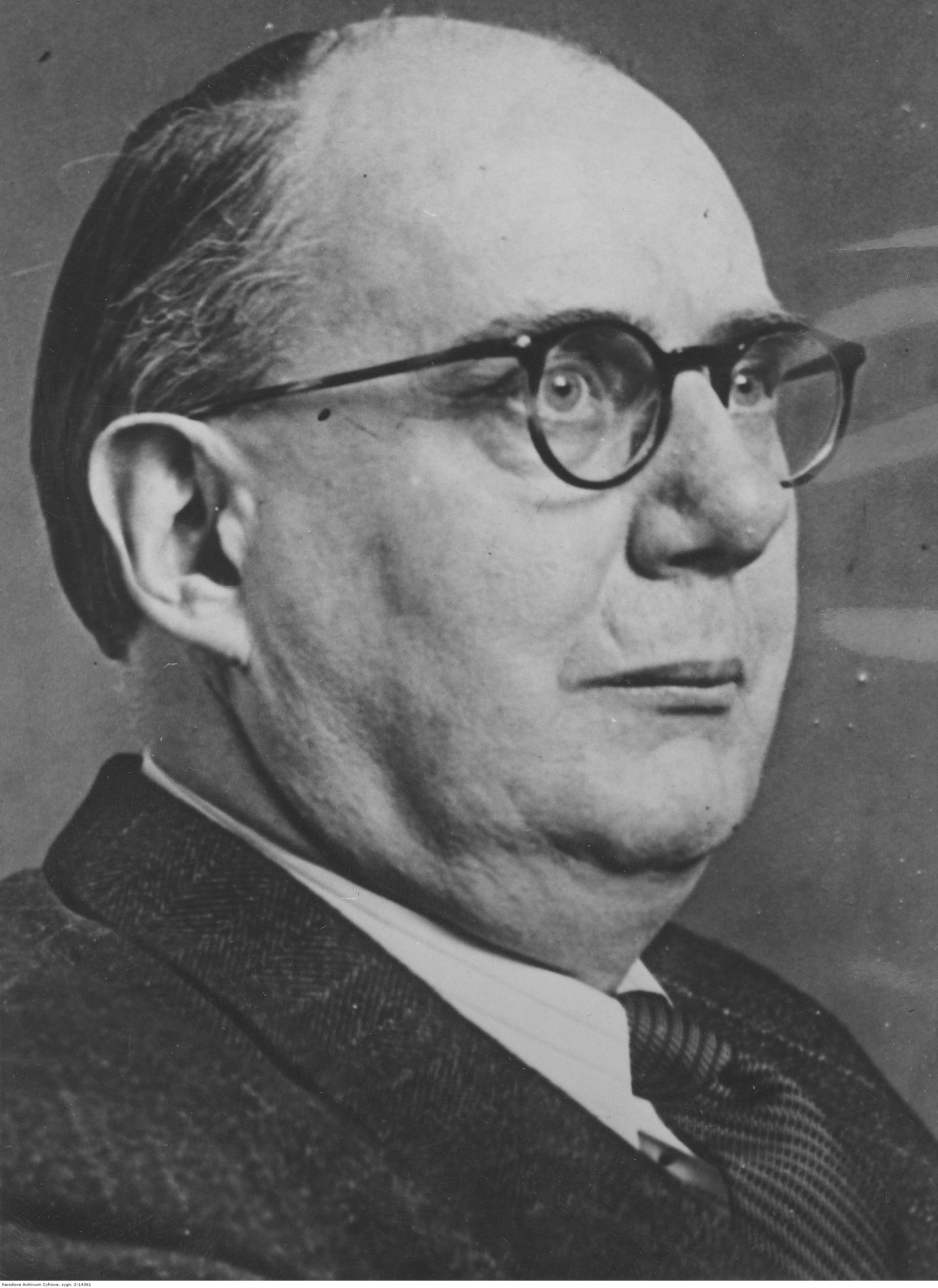
Hermann Voss

Hermann Voss (* 30. Juli 1884 in Lüneburg; † 28. April 1969 in München) war ein deutscher Kunsthistoriker und Museumsdirektor. 1943 wurde er „Sonderbeauftragter“ für die Kunstsammlung von Adolf Hitlers geplantem Führermuseum in Linz.

## Leben
Hermann Georg August Voss wurde im Juli 1884 in Lüneburg als Sohn des Kaufmanns Johann Voss und dessen Ehefrau Sophie Voss geb. Erzgräber geboren. Er besuchte das Gymnasium in Lüneburg und, nach dem Umzug der Familie, das Gymnasium Stralsund. Dort erhielt er im März 1903 das Reifezeugnis. Voss studierte Kunstgeschichte an den Universitäten Heidelberg und Berlin und wurde 1907 bei Henry Thode über den altdeutschen Renaissance-Maler Wolf Huber promoviert. Ab 1908 volontierte er bei Wilhelm von Bode und Max Jakob Friedländer an den Königlich Preußischen Kunstsammlungen. Sein Interesse galt der damals wenig beachteten Kunst der späten Renaissance und des frühen Barock in Italien, was ihn von 1911 bis 1912 als Assistent an das Kunsthistorische Institut in Florenz führte.

### Museumsleiter
Von 1912 bis 1921 war er Leiter der Graphischen Sammlung des Museums für bildende Künste in Leipzig und von 1922 bis 1935 Kustos und stellvertretender Direktor des Kaiser-Friedrich-Museums in Berlin. Von 1935 bis 1945 leitete er die Städtische Kunstsammlung am Nassauischen Landesmuseum in Wiesbaden, das nach dem Krieg in „Museum Wiesbaden“ umbenannt wurde. Voss baute dort eine Sammlung mit Gemälden des 19. Jahrhunderts auf und machte sich einen Namen als Experte der Donauschule. Durch die Vernachlässigung der Moderne und den Verkauf vieler Werke der „Entarteten Kunst“ ins Ausland baute er die Sammlung im Sinne der nationalsozialistischen Kunstdoktrin um. Voss befolgte bereitwillig und vorauseilend die Wünsche der Reichskammer der bildenden Künste. „Als Kunstsachverständiger des Wiesbadener Polizeipräsidenten begutachtete und taxierte Voss beschlagnahmte, jüdische Kunstsammlungen. Durch seine hervorragenden Kontakte zu den einschlägigen NS-Institutionen konnte er sich in vielen Fällen das ‚Vorkaufsrecht‘ sichern und zu ‚guten Konditionen‘ den Bestand der Wiesbadener Galerie aufstocken.“ Voss begab sich durch seine Teilnahme am System der Beschlagnahmungen und der Zwangsverkäufe von Kunst ins „Zentrum des deutschen Kunstraubes.“
Als Voss im März 1937 die Wanderausstellung „Entartete Kunst“ zeigte, machte sich Alexej Jawlensky Sorgen um die im Wiesbadener Museum gelagerten restlichen Mappenwerke seiner Lithographien, die der Nassauische Kunstverein 1922 herausgegeben hatte. Er schrieb an Voss und bat um deren Herausgabe. Mit einem Schreiben vom 21. September 1937 lehnte Voss die Bitte des Künstlers systemkonform mit diplomatischen Worten ab.

### Sonderbeauftragter für Linz
Im März 1943 ernannte Joseph Goebbels im Auftrag Hitlers Voss – auch auf Vorschlag des mittlerweile verstorbenen Hans Posse – zu dessen Nachfolger als Direktor der Staatlichen Kunstsammlungen Dresden und des Sonderauftrages Linz, der das Führermuseum in Linz aufbauen sollte. Seine Wiesbadener Funktion behielt er bei. Zusammen mit seinem Kunstreferenten Gottfried Reimer kaufte er mit erheblichen Geldmitteln Kunstwerke in Deutschland und im von den deutschen Truppen besetzten Ausland auf, darunter zahlreiche beschlagnahmte jüdische Kunst- und Kulturgüter. Unter anderen war Voss an dem Erwerb der geraubten Kunstsammlung Schloss beteiligt. Voss nutzte  seine umfangreichen beruflichen Verbindungen zu Kunsthändlern, Kunsthistorikern und Sammlern im In- und Ausland und bezog auch das Auktionshaus Dorotheum in Wien ein, das für seinen umfangreichen Handel mit jüdischem Raubgut bekannt war. Alleine zwischen April 1943 und März 1944 vermehrte er die Sammlung um über 800 Gemälde. Für die Ankäufe wurden die Honorareinnahmen aus Hitlers Mein Kampf, die Nettoeinnahmen einer Sondermarke der Deutschen Reichspost, sowie eine Sonderspende der Deutschen Industrie (von 130 Millionen Reichsmark) verwendet. Erst die näher rückenden alliierten Truppen führten Anfang 1945 zu einem Ende der Aufkäufe. Der Kunsthändler, den Voss am meisten einsetzte, war der mit der Kunstbeschaffung aus Paris beauftragte Hildebrand Gurlitt.

### Karriere nach 1945
Voss, der seinen Dienstsitz in Dresden hatte, wurde nach Kriegsende von der sowjetischen Besatzungsmacht auf seinem Direktorenposten belassen. In dieser Eigenschaft kollaborierte er mit der Besatzungsmacht, in dem er zahlreiche Auslagerungsorte der Dresdner Kunstschätze an die Besatzungsmacht verriet. Im Juli 1945 flüchtete er an das Museum nach Wiesbaden in die Amerikanische Besatzungszone zurück, wo er sofort verhaftet wurde. Das Museum war von den US-amerikanischen Armee als einer der Central Collecting Points für die in Deutschland vorgefundenen Bestände an Nazi-Raubkunst eingerichtet worden. Von dort sollten die Kunstwerke an die früheren Eigentümer zurückerstattet werden. Voss wurde vom 15. August bis 15. September 1945 in Altaussee von Offizieren der Art Looting Investigation Unit (ALIU) verhört, denen seine Rolle als Leiter des Sonderstabes Linz und seine Verwicklung in die Verwertung von geraubter Kunst aus jüdischem und anderem Besitz bekannt war. Er gab aber wenig verwertbare Informationen preis, die eine Rückführung der Werke an ihre Besitzer erlaubt hätten. Voss gab zu Protokoll, dass er in seiner zweijährigen Amtszeit 5000 Neuerwerbungen getätigt habe. Seine Aussagen finden sich in einer persönlichen Befragung, dem Direct Investigation Report Nr. 12 Hermann Voss (DIR 12) und in dem Report über den Aufbau des Führermuseums, Consolidated Investigation Report Nr. 4 (CIR 4),  mit dem Titel Linz: Hitler's Museum And Library, zu dem viele Beteiligte dieses Unternehmens beigetragen hatten. „Vor allem war er darauf bedacht, seinen Kopf aus der Schlinge zu ziehen (was ihm auch gelang) […]“. Die US-Amerikaner ließen ihn bald frei, denn sie hatten den Deutschen abgesehen von den Nürnberger Prozessen die juristische Aufarbeitung der Naziverbrechen übertragen.
Voss musste dann ein Entnazifizierungsverfahren bestehen, das vor einer Spruchkammer abgewickelt  wurde. Beim Ausfüllen des betreffenden Fragebogens gab Voss, der kein NSDAP-Mitglied gewesen war, zwar an, dass er in der mittlerweile als unverdächtig geltenden Nationalsozialistischen Volkswohlfahrt (NSV) gewesen war, aber er verschwieg, dass er Leiter des Sonderstabes Linz gewesen war. Das fiel der Spruchkammer nicht auf und Voss galt als nicht betroffen vom Gesetz zur Befreiung von Nationalsozialismus und Militarismus vom 5. März 1946. Der „Öffentliche Kläger“ der Berufungskammer, dem bekannt war, dass sich belastendes Material bei den US-amerikanischen Behörden befand, begann ein neues Verfahren gegen Voss. Dazu erbat die Berufungskammer von der US-Militärregierung in München in mehreren Anläufen das erbetene Material, dessen Inhalt sie nicht kannte und das sich im Central Collecting Point in München befand. Die US-Behörden hatten Schwierigkeiten, das Material zu finden. Schließlich schickte die Militärverwaltung die Reporte DIR 12 und CIR 4 an die Berufungskammer. Diese Reporte gingen allerdings auf dem Dienstweg zwischen deutschen Justizbehörden verloren. Das „monatelange Beharren des Berufungsklägers war umsonst gewesen“. Daraufhin wurde das Verfahren gegen Voss am 24. März 1949 eingestellt. Die Begründung war, dass Voss entsprechend den Angaben im ersten Fragebogen vom 25. April 1946, die er selbst gemacht hatte, nicht betroffen im Sinne des Gesetzes zur Befreiung von Nationalsozialismus sei.
Damit war Voss seine belastete Vergangenheit los. Voss, der als anerkannter Experte für die Malerei des Seicento und Settecento galt, konnte seine Karriere fortsetzen. Er betätigte sich als Forscher und Wissenschaftler und verfasste zahlreiche Aufsätze, Rezensionen und Ausstellungsbesprechungen, die in führenden Fachzeitschriften erschienen. Dazu verfasste er zahlreiche Gutachten. Er wurde in die Ankaufskommission der Bayerischen Staatsgemäldesammlungen aufgenommen und fungierte als Berater der Bayerischen Staatsregierung bei dem Verkauf von Gemälden.
Zu seinem 80. Geburtstag ließ er sich mit einer Festschrift feiern, die sein (ehemaliger) Geschäftspartner, der Kunsthändler Vitale Bloch, herausgegeben hatte.
Das Museum Wiesbaden erforscht seit August 2009 die Herkunft von insgesamt mehr als 200 Gemälden, die zwischen 1935 und 1944 von Voss für das Haus unter teilweise ungeklärten Umständen angekauft wurden. Unter anderem konnte ein Pieter de Grebber zugeschriebenes Gemälde, Doppelbildnis eines jungen Paares, an die Erben seines rechtmäßigen Eigentümers zurückgegeben werden.

### Privat
Hermann Voss war seit Dezember 1919 mit Marianne Boese aus Berlin verheiratet. Marianne Boese war die Tochter des Malers Konrad Boese (1852–1938).

## Schriften
- Deutsche Selbstkritik. Bachmair, Starnberg am See 1947.
- Gemäldesammlung Heinrich Scheufelen: Stuttgart-Oberlenningen. Bearb. unter Mitw. v. Juliane Harms. Hrsg. aus Anlaß d. Ausstellg d. Gemäldesammlg. H. Schleufelen in d. Gemäldegalerie d. Nassauischen Landesmuseums zu Wiesbaden im Sommer 1938. Stuttgart 1938.
- Amtlicher Katalog der Gemäldegalerie Wiesbaden. Nassauisches Landesmuseum, Wiesbaden 1937–1939.
- Sammlung Geheimrat Josef Cremer, Dortmund. (mit Friedrich Winkler) Wertheim, Berlin 1929.
- Die Malerei des Barock in Rom. Propyläen-Verlag, Berlin 1925.
- Geschichte der italienischen Barockmalerei. Propyläen-Verlag, Berlin 1925.
- Die Malerei der Spätrenaissance in Rom und Florenz, 2 Bände. G. Grote, Berlin, 1920.
- Der Ursprung des Donaustiles. Ein Stück Entwicklungsgeschichte deutscher Malerei. Hiersemann, Leipzig 1907 (= Kunstgeschichtliche Monographien. Band 7).